# Associazione Sportiva Lucchese Libertas 2003-2004
Questa pagina raccoglie le informazioni riguardanti l'Associazione Sportiva Lucchese Libertas nelle competizioni ufficiali della stagione 2003-2004.

## Stagione
Nella stagione 2004-2004 la Lucchese ha partecipato al trentunesimo campionato di terza serie della sua storia, nel girone A della serie C1. Allenata da Maurizio Viscidi ha raccolto 52 punti con il quinto posto finale, 27 punti ottenuti nel girone di andata e 25 punti nel girone di ritorno, per un punto di vantaggio sullo Spezia ha ottenuto il diritto di partecipare ai Play-off. Nei quali nella doppia sfida di semifinale viene piegata dal Lumezzane, (3-4) l'andata a Lucca e (2-0) a Lumezzane il ritorno. Due cannonieri in evidenza in questa stagione, il pugliese Carruezzo che firma 21 reti, e Masini con 15 centri. Nella Coppa Italia di Serie C la squadra rossonera viene inserita nel Girone H di qualificazione, che ha promuove la Sangiovannese e che vede in lizza anche la Fiorentina, proprio in quei giorni ripescata in Serie B.

## Rosa
| N. |                    | Ruolo | Calciatore            |
| -- | ------------------ | ----- | --------------------- |
|    | Italia (bandiera)  | P     | Alessio Sarti         |
|    | Italia (bandiera)  | P     | Michele Tambellini    |
|    | Italia (bandiera)  | D     | Francesco Bellucci    |
|    | Italia (bandiera)  | D     | David Bianchini       |
|    | Italia (bandiera)  | D     | Stefano Citterio      |
|    | Italia (bandiera)  | D     | Marco Colle           |
|    | Brasile (bandiera) | D     | Fábio Eduardo Cribari |
|    | Italia (bandiera)  | D     | Daniele Deoma         |
|    | Italia (bandiera)  | D     | Corrado Ferracuti     |
|    | Italia (bandiera)  | D     | Rudy Nicoletto        |
|    | Italia (bandiera)  | D     | Diego Palermo         |
|    | Italia (bandiera)  | C     | Marco Brighi          |

| N. |                      | Ruolo | Calciatore           |
| -- | -------------------- | ----- | -------------------- |
|    | Italia (bandiera)    | C     | Angelo Buglio        |
|    | Italia (bandiera)    | C     | Dario Lenzini        |
|    | Italia (bandiera)    | C     | Simone Masini        |
|    | Italia (bandiera)    | C     | Vanni Pessotto       |
|    | Italia (bandiera)    | C     | Gianpietro Piovani   |
|    | Italia (bandiera)    | C     | Stefano Rondinella   |
|    | Italia (bandiera)    | C     | Matteo Superbi       |
|    | Italia (bandiera)    | A     | Eupremio Carruezzo   |
|    | Argentina (bandiera) | A     | Esteban José Herrera |
|    | Italia (bandiera)    | A     | Vincenzo Iacopino    |
|    | Italia (bandiera)    | A     | Francesco Nardi      |
|    | Italia (bandiera)    | A     | Cristian Romanelli   |

## Risultati

### Campionato

#### Girone di andata
| Arbitro: | Gava (Conegliano) |

|  |           |               |
|  | Marcatori | 56’ Carruezzo |

| Arbitro: | Herberg (Messina) |

|               |           |  |
| Carruezzo 18’ | Marcatori |  |

| Arbitro: | Pantana (Macerata) |

|                            |           |  |
| Veronese 26’ Altobelli 54’ | Marcatori |  |

| Arbitro: | P.S. Mazzoleni (Bergamo) |

|                                 |           |  |
| Masini 58’ Carruezzo 86’ (rig.) | Marcatori |  |

| Arbitro: | Brunialti (Trento) |

|                          |           |  |
| Centi 57’ Sinigaglia 82’ | Marcatori |  |

| Arbitro: | Sacco (Civitavecchia) |

|  |           |           |
|  | Marcatori | 23’ Mussi |

| Arbitro: | Banti (Livorno) |

|            |           |               |
| Valiani 9’ | Marcatori | 59’ Romanelli |

| Arbitro: | Marelli (Como) |

|              |           |                |
| Pessotto 19’ | Marcatori | 13’ Ambrogioni |

| Arbitro: | Velotto (Grosseto) |

|                                                    |           |                                     |
| G. Lorenzini 18’ Ambrosi 64’ (rig.) Fialdini 90+6’ | Marcatori | 1’ Carruezzo 25’ Masini 49’ Piovani |

| Arbitro: | Gava (Conegliano) |

|                    |           |           |
| Abbruscato 5’, 49’ | Marcatori | 17’ Deoma |

| Arbitro: | P.S. Mazzoleni (Bergamo) |

|            |           |              |
| Masini 77’ | Marcatori | 87’ Floccari |

| Arbitro: | Orsato (Schio) |

|                 |           |                 |
| Ciuffetelli 14’ | Marcatori | 90+3’ Carruezzo |

| Arbitro: | Mariuzzo (Venezia) |

|                        |           |             |
| Lenzini 45’ Masini 84’ | Marcatori | 47’ Ranalli |

| Arbitro: | Celi (Bari) |

|                          |           |              |
| Carruezzo 11’ Masini 37’ | Marcatori | 87’ Sammarco |

| Arbitro: | Liberti (Genova) |

|            |           |               |
| Udassi 75’ | Marcatori | 10’ Carruezzo |

| Arbitro: | Stallone (Foggia) |

|               |           |  |
| Carruezzo 79’ | Marcatori |  |

| Arbitro: | Herberg (Messina) |

|  |           |            |
|  | Marcatori | 21’ Masini |

#### Girone di ritorno
| Arbitro: | Forconi (Aprilia) |

|               |           |  |
| Romanelli 85’ | Marcatori |  |

| Arbitro: | Stefanini (Prato) |

|                     |           |  |
| Cecchini 53’ (rig.) | Marcatori |  |

| Lucca 1º febbraio 2004 20ª giornata | Lucchese              | 0 – 0 | Spezia | Stadio Porta Elisa\| Arbitro: \| Squillace (Catanzaro) \| |
| Arbitro:                            | Squillace (Catanzaro) |       |        |                                                           |

| Arbitro: | Crugliano (Crotone) |

|           |           |  |
| Succi 31’ | Marcatori |  |

| Arbitro: | Ciampi (Roma) |

|                                            |           |                |
| Carruezzo 20’ (rig.), 60’ Botti 48’ (aut.) | Marcatori | 18’ Sinigaglia |

| Arbitro: | Zanzi (Cervignano del Friuli) |

|  |           |                             |
|  | Marcatori | 74’ Carruezzo 90+2’ Lenzini |

| Arbitro: | Banti (Livorno) |

|                             |           |                         |
| Carruezzo 46’ Romanelli 86’ | Marcatori | 34’ Soncin 71’ D'Isanto |

| Arbitro: | Orsato (Schio) |

|                            |           |            |
| Ambrogioni 23’ Cavalli 89’ | Marcatori | 40’ Masini |

| Arbitro: | P.S. Mazzoleni (Bergamo) |

|  |           |                                     |
|  | Marcatori | 29’, 70’ Bonfiglio 39’ G. Lorenzini |

| Arbitro: | Ciampi (Roma) |

|              |           |  |
| Iacopino 70’ | Marcatori |  |

| Arbitro: | Gervasoni (Mantova) |

|                                |           |            |
| Floccari 24’ Trotta 66’ (rig.) | Marcatori | 58’ Masini |

| Arbitro: | Didato (Agrigento) |

|               |           |  |
| Bianchini 25’ | Marcatori |  |

| Arbitro: | Pantana (Macerata) |

|              |           |  |
| Marzullo 23’ | Marcatori |  |

| Arbitro: | Damato (Barletta) |

|                   |           |                              |
| Bernardi 43’, 53’ | Marcatori | 8’ Bianchini 26’, 45’ Masini |

| Arbitro: | Herberg (Messina) |

|                                |           |  |
| Carruezzo 43’, 57’, 88’ (rig.) | Marcatori |  |

| Arbitro: | Squillace (Catanzaro) |

|               |           |                      |
| Zaffaroni 67’ | Marcatori | 77’ (rig.) Carruezzo |

| Arbitro: | Celi (Bari) |

|              |           |             |
| Iacopino 52’ | Marcatori | 27’ Breschi |

### Play-off

#### Semifinale
| Arbitro: | Crugliano (Crotone) |

|                                      |           |                                                      |
| Carruezzo 15’ (rig.), 75’ Masini 80’ | Marcatori | 45’ Quintavalla 55’ Strada 90+1’ Piovani 90+3’ Centi |

| Arbitro: | Damato (Barletta) |

|                           |           |  |
| Strada 1’ Quintavalla 23’ | Marcatori |  |

### Coppa Italia di Serie C

#### Girone H
| Arbitro: | Ciancaleoni (Foligno) |

|                |           |  |
| Belluomini 39’ | Marcatori |  |

| Arbitro: | Banti (Livorno) |

|              |           |            |
| Masini 90+4’ | Marcatori | 47’ Riganò |

| 24 agosto 2003 3ª giornata |  | – Turno di riposo Lucchese |  |  |

| Arbitro: | Torella (Roma) |

|  |           |                                                                                 |
|  | Marcatori | 9’ Lenzini 13’, 46’, 62’, 66’ (rig.) Carruezzo 21’ Superbi 33’, 35’, 77’ Masini |

| Arbitro: | Passeri (Gubbio) |

|  |           |                             |
|  | Marcatori | 17’ Andreotti 21’ Morandini |